# Periode 6-grundstof
Et periode 6-grundstof er et grundstof, der i det periodiske system er placeret i sjette række (periode) fra oven. Fælles for disse grundstoffer er, at atomerne har netop seks elektronskaller.
Periode 6 omfatter 32 grundstoffer med atomnumre 55-86:
- cæsium
- barium
- lanthanum
- cerium
- praseodym
- neodym
- promethium
- samarium
- europium
- gadolinium
- terbium
- dysprosium
- holmium
- erbium
- thulium
- ytterbium
- lutetium
- hafnium
- tantalum
- wolfram
- rhenium
- osmium
- iridium
- platin
- guld
- kviksølv
- thallium
- bly
- bismuth
- polonium
- astat
- radon

| Kemi | Spire Denne artikel om kemi er en spire som bør udbygges. Du er velkommen til at hjælpe Wikipedia ved at udvide den. |